# SunExpress
SunExpress er et flyselskab fra Tyrkiet. Selskabet har hub på Antalya og Izmir Lufthavn. Hovedkontoret er placeret i byen Antalya. SunExpress blev etableret i 1989.
Selskabet opererede i november 2011 rute- og charterflyvninger til en lang række europæiske destinationer med Boeing 737-800 fly.

## Historie
Selskabet blev grundlagt i december 1989 som et joint venture imellem flyselskaberne Turkish Airlines og Lufthansa. SunExpress foretog sin første flyvning i april 2000, da en charterflyvning gik fra Antalya til Frankfurt Lufthavn. I 1995 blev alle Lufthansas aktier overtaget af Condor Flugdienst, indtil disse igen gik tilbage til Lufthansa i 2007.
SunExpress var i 2011 den største leverandør af charterflyvninger imellem Tyrkiet og Tyskland. Flere andre lufthavne i Nordeuropa blev også benyttet, hvor Basel i Schweiz og Flughafen Graz-Thalerhof, Graz i Østrig var blandt de sydligste. Derudover var der betjening af flere lufthavne i Tyrkiet. I sommeren 2011 fløj selskabet blandt andet til Aarhus- og Bornholms Lufthavn på vegne af rejsearrangørerne Nazar og Star Tour.

## Flyflåde
Den 6. november 2011 bestod flåden i SunExpress af 28 fly af typen Boeing 737-800.